# خطوط بان أمريكان العالمية
خطوط بان أمريكان العالمية (بالإنجليزية: Pan American World Airways) عرفت اختصارا (ب:Pan Am). كانت شركة طيران دولية أمريكية عملاقة منذ تأسيسها في ثلاثينيات القرن العشرين وحتى انهيارها التام وإشهار إفلاسها في 4 ديسمبر 1991.
تأسست بان آم كشركة طيران مائي تقدم خدماتها في منطقة جزر كي ويست في فلوريدا. لتصبح لاحقا شركة طيران عالمية تقدم خدماتها من وإلى الولايات المتحدة. وكانت الشركة تعتبر «كأيقونة طيران» في الولايات المتحدة لحد اعتبارها الناقلة شبه الرسمية في البلاد, بعد قضية لوكربي بثلاث سنوات في 8 شباط من عام 1991 أعلنت شركة بان أمريكان افلاسها واشترتها شركة خطوط دلتا الجوية.